# Среднеатынское сельское поселение
Среднеатынское се́льское поселе́ние — муниципальное образование в Арском районе Татарстана Российской Федерации.
Административный центр — деревня Нижние Аты.

## История
Статус и границы сельского поселения установлены Законом Республики Татарстан от 31 января 2005 года № 7-ЗРТ «Об установлении границ территорий и статусе муниципального образования "Арский муниципальный район" и муниципальных образований в его составе».

## Население
| 2010  | 2011  | 2012  | 2013  | 2014  | 2015  | 2016  |
| ----- | ----- | ----- | ----- | ----- | ----- | ----- |
| 1080  | ↘1079 | ↘1045 | ↗1062 | ↘1055 | ↘1038 | ↘1029 |
| 2017  | 2018  |       |       |       |       |       |
| ↘1016 | ↘1010 |       |       |       |       |       |

## Состав сельского поселения
| № | Населённый пункт | Тип населённого пункта          | Население |
| - | ---------------- | ------------------------------- | --------- |
| 1 | Арняш            | деревня                         |           |
| 2 | Клачи            | деревня                         |           |
| 3 | Нижние Аты       | деревня, административный центр |           |
| 4 | Средние Аты      | село                            |           |
| 5 | Средняя Серда    | село                            |           |